# Martin-chasseur des Gambier
Todiramphus gambieri
Espèce
Statut de conservation UICN

 CR B1ab(iii,v);C2a(ii) : 
En danger critique
Le Martin-chasseur des Gambier (Todiramphus gambieri) est une espèce d'oiseau de la famille des Alcedinidae, endémique à l'île de Niau, dans l'archipel des Tuamotu-Gambier.
Il est appelé kote'ute'u en paumotu, et ote'ute'u en tahitien.

## Description
Cet oiseau est reconnaissable à sa tête beige et son corps bleu.

## Population et conservation
Sa population, en diminution depuis plusieurs dizaines d'années, est estimée  en 2008 à 200 individus par les ornithologues. Il a totalement disparu des Gambier en 1922 et n'est aujourd'hui présent que sur l'atoll de Niau qui est classé en Réserve de biosphère par l’UNESCO.

## Nidification
Sa période de reproduction commence en septembre et s'achève en décembre. Un seul oisillon naît par nichée.
Il niche dans les cocotiers morts. Le nid est formé d’une cavité de 8 cm de haut et 12 cm de long et il se situe en moyenne à 3,5 mètres du sol.

## Alimentation
Cet oiseau se nourrit des insectes de la cocoteraie, principalement de petits coléoptères et de margouillats, qu'il chasse au sol, ce qui est un comportement rare pour un martin-chasseur, ainsi que dans les buissons de miki miki,  les kahaia et les cocotiers.

## Prédateurs
Ses principaux prédateurs sont le chat domestique et le rat noir, qui s'attaquent particulièrement à ses oisillons.